# Wiktoria Moczałowa
Wiktoria Walentinowna Moczałowa, ros. Виктория Валентиновна Мочалова (ur. 7 maja 1945 w Moskwie) – rosyjska historyk literatury polskiej i czeskiej, pracownik naukowy Rosyjskiej Akademii Nauk.

## Życiorys
W 1968 roku ukończyła studia na wydziale filologicznym Moskiewskiego Uniwersytetu Państwowego, a potem studia podyplomowe w Instytucie Slawistyki. W 1975 roku obroniła pracę doktorską Idiejno-stilewoje swojeobrazije polskoj prozy i dramaturgii wtoroj połowiny XVI — pierwoj połowiny XVII (Oryginalność ideologiczna i stylistyczna polskiej prozy i dramatu drugiej połowy XVI i pierwszej połowy XVII wieku). W latach 1973–1994 kierowała działem krytyki literackiej i kultury czasopisma Sławianowiedienije (Slawistyka). Jest historykiem literatury polskiej i czeskiej, badaczem związków literackich i dialogu międzykulturowego, badaczką relacji polsko-rosyjskich i  pracownikiem naukowym Instytutu Słowianoznawstwa Rosyjskiej Akademii Nauk. Założyła w 1994 roku i pełni funkcję dyrektora Centrum Sefer.

## Publikacje (wybór)
- 2010: Trzy spojrzenia na Polskę z Rosji (1863–1916) W: Polonistyka bez granic. T. 1 Wiedza o kulturze i literaturze Kraków 2010 s. 231-240[4]
- 2000: Polska i Polacy oczyma Rosjan w wieku XVII, [w:] Polacy w oczach Rosjan. Rosjanie w oczach Polaków. Zbiór studiów, red. R. Bobryk i J. Faryno, Warszawa 2000, s. 67–81[5]

## Nagrody i odznaczenia
- 2013: Złoty Krzyż Zasługi za rozwijanie współpracy polsko-rosyjskiej[6][7]